# Enseignement militaire supérieur scientifique et technique
 (juin 2022).
Si vous disposez d'ouvrages ou d'articles de référence ou si vous connaissez des sites web de qualité traitant du thème abordé ici, merci de compléter l'article en donnant les références utiles à sa vérifiabilité et en les liant à la section « Notes et références ».
L'Enseignement militaire supérieur scientifique et technique (EMSST) est une institution de formation militaire française. C'est l'établissement militaire de formation technique et scientifique le plus élevé pour l'Armée de Terre, les cours sont adressés à des officiers supérieurs sélectionnés. Cet établissement est habituellement dirigé par un Colonel. 
Depuis 2023 c'est une composante du Centre d'Enseignement Militaire Supérieur de l'Armée de Terre (CEMS-T). 

## Historique
L'EMSST a été créé en 1947 par l'ingénieur général Henri Sabatier. Il est localisé à l'école militaire de Paris.
Après avoir été rattaché au Collège d'enseignement supérieur de l'Armée de terre, il dépendait de 2016 à 2023  du Centre de Doctrine et d’Enseignement du Commandement (CDEC).À la rentrée 2023, c'est  le Centre d'Enseignement Militaire Supérieur de l'Armée de Terre (CEMST) qu'elle intègre.  
La mission de l'EMSST consiste à former les chefs militaires de demain, tous sélectionnés sur concours pour tenir des emplois de haute responsabilité nécessitant des compétences scientifiques et techniques. 

## Formations internes et écoles partenaires

### Préparer les meilleurs officiers aux enjeux technologiques et scientifiques opérationnels
L'EMSST propose des formations de haut niveau dans les disciplines scientifiques et techniques ainsi que dans le domaine du management de ces technologies. 
L'EMSST est à la fois chargé de préparer les officiers de l'Armée de Terre à l'Ecole de Guerre par une "prépa" mais, à la suite de leur scolarité à l'Ecole de Guerre, les officiers supérieurs sont rattachés à nouveau à l'EMSST pour y suivre les diplômes de spécialisation. 
Les chargés d'enseignement de l'EMSST sont des spécialistes dans leurs domaines. Ils sont chargés de formations intensives sur des enjeux techniques et scientifiques pour des profils d'officiers supérieurs sélectionnés.

### Partenaires
L'EMSST est partenaire de plusieurs établissements d'enseignement français.
Pour 2023, on peut citer notamment : HEC, l' INSP,  les Arts et Métiers, l’École Polytechnique, CentraleSupélec, SupAéro, la Sorbonne, l'ANSSI, l'Ecole des Mines, l'ENAC, etc.